# 常盤野藤兵衛
常盤野 藤兵衛（ときわの とうべえ、1907年1月27日 - 1974年12月10日）は、長崎県長崎市出身で出羽海部屋に所属した力士。本名は鳥越 藤兵衛。174cm、94kg。最高位は東前頭8枚目。

## 経歴
1925年5月初土俵、1929年5月十両昇進。1931年1月新入幕を果たしたが、春秋園事件に加担し、1932年1月脱退（実質的最終場所は1931年10月）。その後は常陸嶌朝次郎と運送業を起こした。

## 成績
- 幕内4場所25勝19敗
- 通算23場所110勝63敗9休
- 十両優勝1回、序ノ口優勝1回

## 改名
改名歴なし